# Панафінеї
Панафіне́ї (грец. Παναθήναια — Загальноафінське свято) — свято на честь богині Афіни, найголовніше свято Стародавніх Афін та одне з найурочистіших у Стародавній Греції. Призерам спортивних змагань вручалися панафінейські амфори.

## Галерея

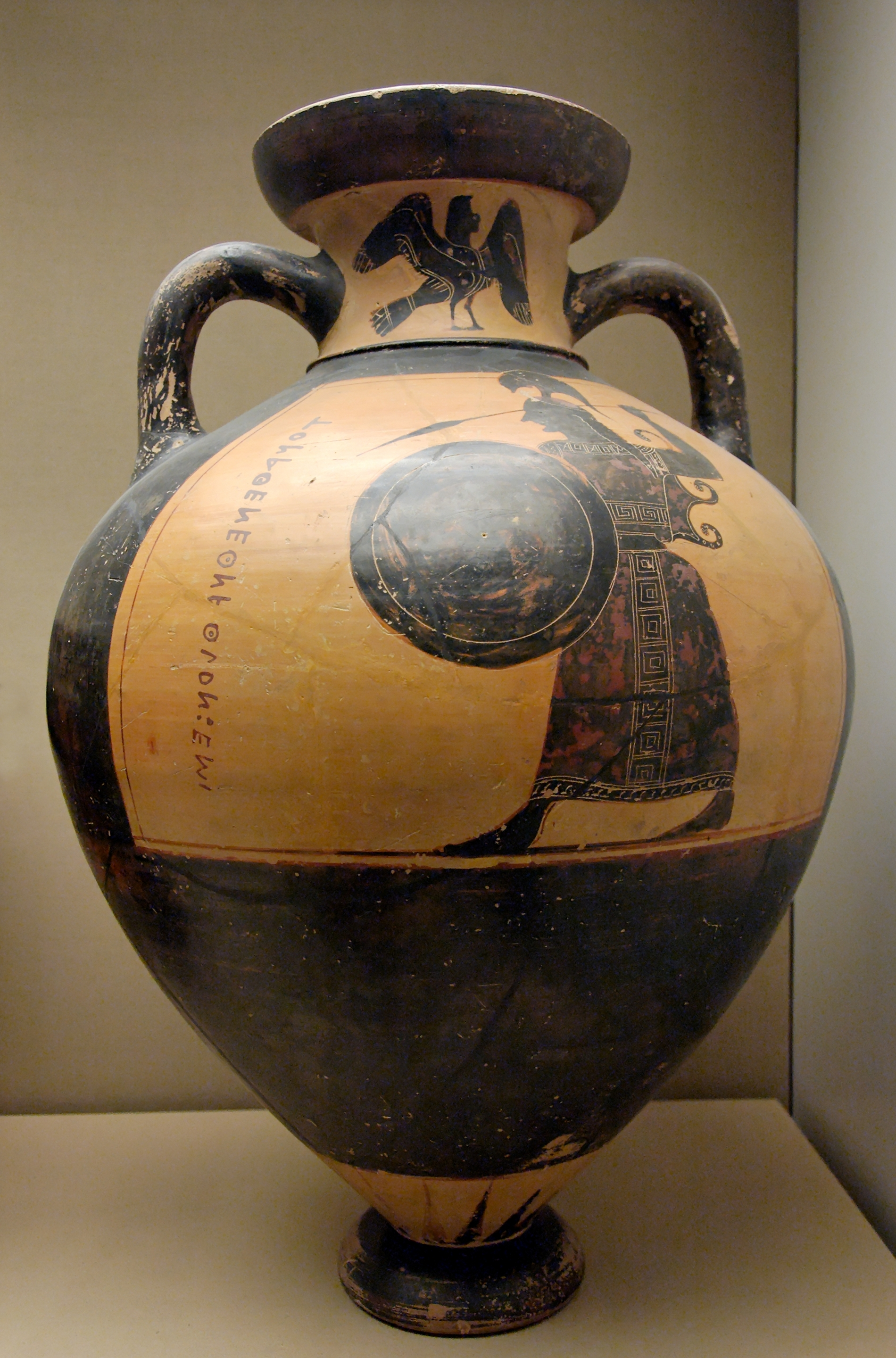
«Бургонська ваза» - найдавніша з збережених панафінейських амфор. Бл. 560 до н. е., Британський музей. Лондон
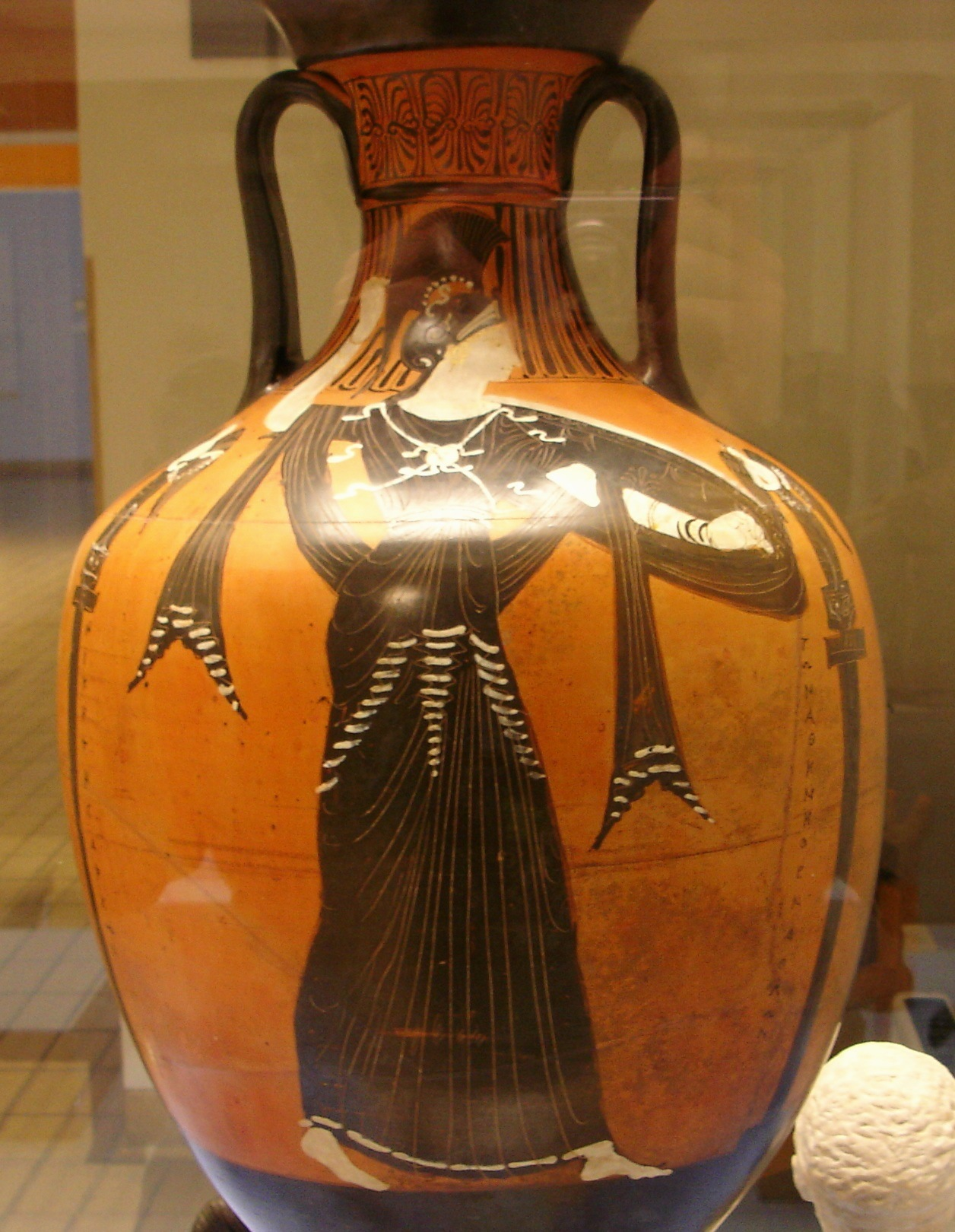
Зображення Афіни на панафінейськый амфорі. 332-331 до н. е. Британський музей. Лондон. Знайдена у Капуї
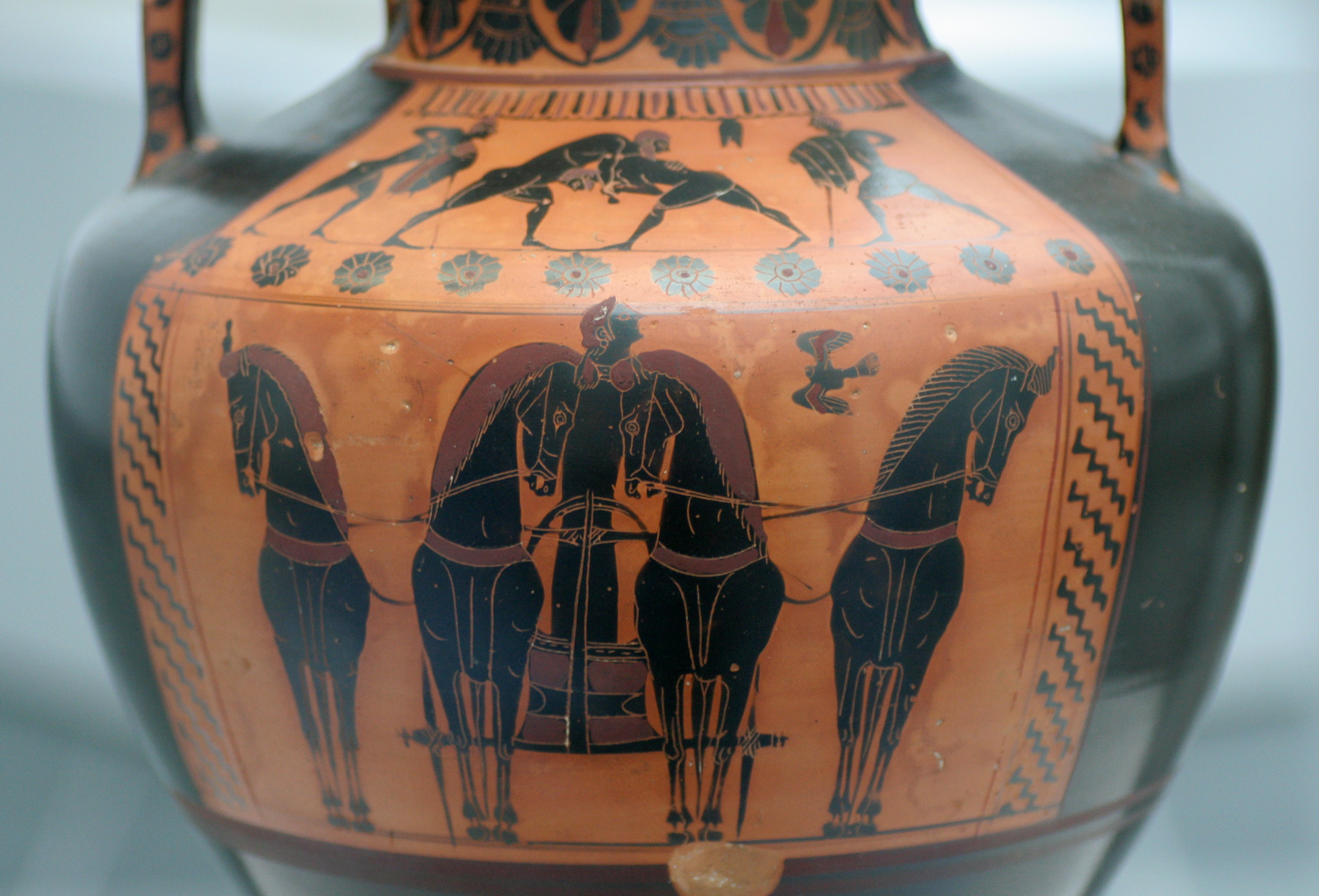
Квадрига на чорнофігурній амфорі з Аттики. Гліптотека. Мюнхен
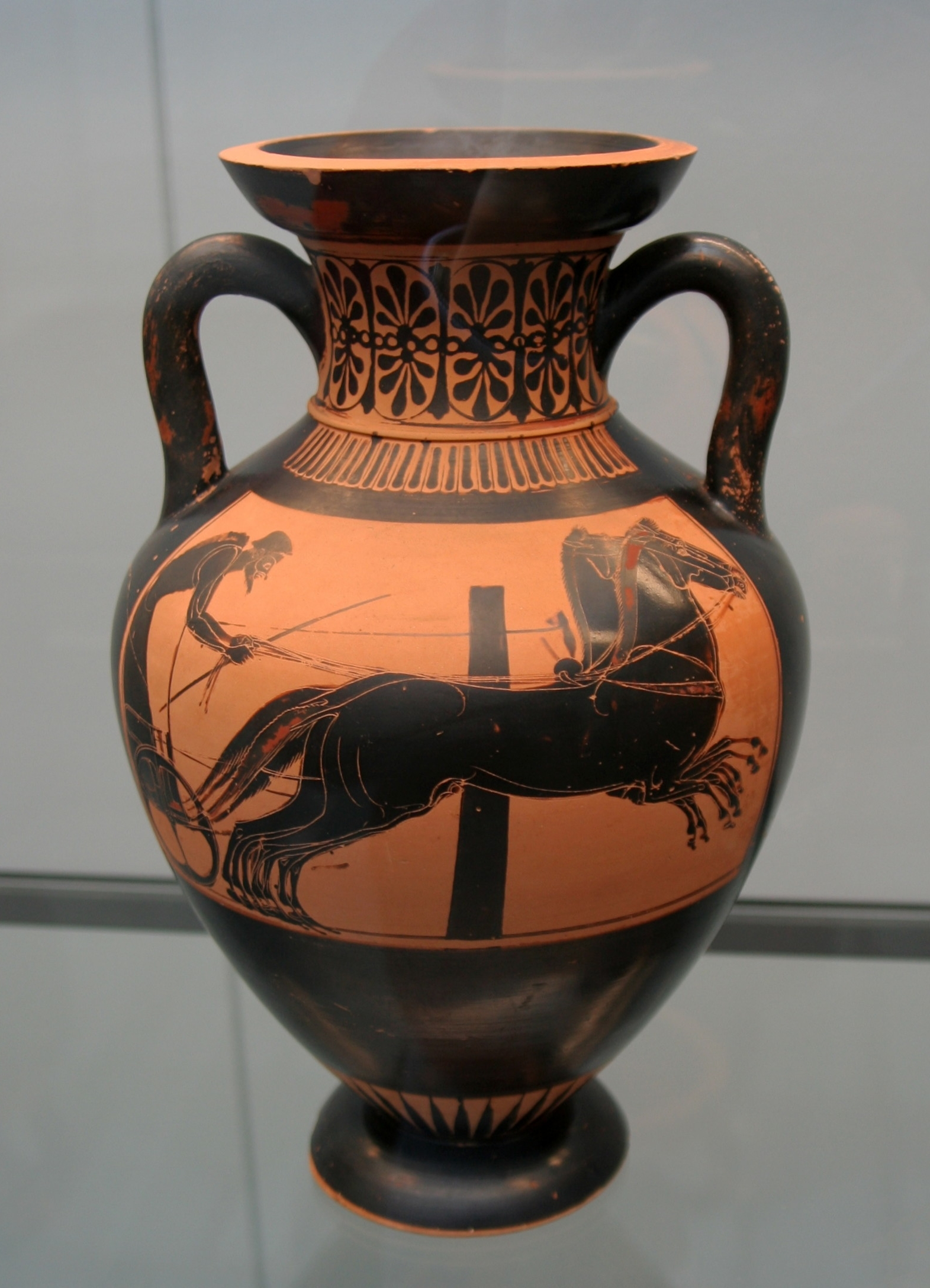
Фініш в гонках візків. Псевдо-панафінейська амфора. Бл. 500 до н. е. Гліптотека. Мюнхен